# Une tête coupée
Pour plus de détails, voir Fiche technique et Distribution.
Une tête coupée (titre original : A Severed Head) est un film américano-britannique réalisé par Dick Clement, sorti en 1971.

## Synopsis
Antonia, la femme de Martin Lynch-Gibbon, le quitte pour son frère Alexander, et sa maîtresse, Georgie Hands, le quitte pour un de leurs amis, qui est par ailleurs amoureux d'Antonia loses. Mais Martin finira par retrouver l'amour auprès d'une professeur d'université, Honor Klein.

## Fiche technique
- Titre original : A Severed Head
- Titre français : Une tête coupée
- Réalisation : Dick Clement
- Scénario : Frederic Raphael, d'après la pièce de Iris Murdoch et J.B. Priestley et le roman d'Iris Murdoch
- Direction artistique : John Clark
- Décors : Hugh Scaife
- Costumes : Sue Yelland
- Photographie : Austin Dempster
- Son : Norman Bolland
- Montage : Peter Weatherley
- Musique : Stanley Myers
- Production exécutive : Elliott Kastner
- Production : Alan Ladd Jr.
- Production associée : Denis Holt
- Société de production : Columbia Pictures Corporation, Winkast Film Productions
- Société de distribution : Columbia Pictures Corporation
- Pays d'origine :  États-Unis,  Royaume-Uni
- Langue originale : anglais
- Format : couleur (Eastmancolor) — 35 mm — son mono
- Genre : Comédie
- Durée : 98 minutes
- Dates de sortie : 
  - Royaume-Uni : 21 janvier 1971
  - États-Unis : 28 mars 1971

## Distribution
- Lee Remick : Antonia Lynch-Gibbon
- Richard Attenborough : Palmer Anderson
- Ian Holm : Martin Lynch-Gibbon
- Claire Bloom : Honor Klein
- Jennie Linden : Georgie Hands
- Clive Revill : Alexander Lynch-Gibbon
- Ann Firbank : Rosemary Lynch-Gibbon